# Jenny Agutter
Jennifer „Jenny” Ann Agutter (Taunton, Somerset, 1952. december 20.) BAFTA- és Emmy-díjas, a Brit Birodalom Rendjével kitüntetett brit színpadi és filmszínésznő.

## Életpályája
Jennifer Ann Agutter Tauntonban, Somerset grófságban született. Édesapja Derek Brodie Agutter, a brit hadsereg egykori tisztje, rendezvényszervező, édesanyja Catherine Lynam volt. Gyermekkorát Szingapúrban, Cipruson és Kuala Lumpurban töltötte.
1964-ben, mindössze tizenkét esztendősen kapta első filmszerepét, Nathan Juran rendező East of Sudan című romantikus kalandfilmjében. 1968-ban, tizenhat évesen vált szélesebb körben ismertté, a BBC által készített, Lionel Jeffries által rendezett Hárman a vasút mentén című televíziós sorozatban. Ugyanebben az évben Andrzej Wajda már komoly szerepet adott neki a gyermekek keresztes hadjáratáról szóló, A paradicsom kapui című filmjében, mely Jerzy Andrzejewski azonos című regénye alapján készült.
Az 1970-es években jelentős filmszerepeket kapott, 1971-ben Nicolas Roeg rendező Vándorrege c. filmjében, és A hófehér vadliba tévésorozatban. Az utóbbiban nyújtott alakításáért 1972-ben Emmy-díjat kapott. Szerepelt színpadon is, londoni és közép-angliai színházakban.
1974-ben az Egyesült Államokba költözött, hogy a Hollywoodban is kamatoztassa tehetségét. 1976-ban Michael York oldalán főszerepet játszott a Logan futása c. amerikai science-fictionben (rendező Michael Anderson), Donald Sutherland oldalán A sas leszállt c. háborús kalandfilmben (rendező John Sturges). 1977-ben Mike Newell rendező A vasálarcos férfi című romantikus kalandfilmjében XIV. Lajos király (Richard Chamberlain) szeretőjét,  Louise de la Vallière-t alakította. Ugyanebben az évben a Sidney Lumet által rendezett Equus c. filmdrámában nyújtott Jill Mason-alakításáért 1978-ban a Brit Filmakadémiától megkapta a BAFTA-díjat a legjobb női mellékszereplő kategóriájában. 1981-ben John Landis rendező Egy amerikai farkasember Londonban c. horror-vígjátékában alakította a női főszereplőt (Alex Price nővért).
Az 1980-as évektől kezdve egyre több televíziós szerepet kapott. 1984-ben kiadta a „Farkasember” forgatásának időszakában készített saját fotóinak albumát, Snap: Observations of London and Los Angeles címmel.
Az 1990-es évek elején hazaköltözött Nagy-Britanniába, és azóta túlnyomórészt brit televíziós produkciókban szerepel. Emellett aktívan tevékenykedik jószolgálati (karitatív) ügyekben. Segít támogatókat keresni a mukoviszcidózis gyógyítását segítő alapítványoknak. (Ő maga is hordozója az erre hajlamosító génnek). Dolgozik rákbetegeket segítő alapítványok és hajléktalan gyermekeket gondozó alapítványok javára is.
Jószolgálati munkájáért 2012-ben, a királynő hivatalos születésnapja alkalmából Jennifer Ann Agutter megkapta a Brit Birodalom Rendjét.

## Magánélete
1990. augusztus 4-én férjhez ment Johan Tham Birminghamben dolgozó svéd szállodaigazgatóhoz. Közös fiuk, Jonathan még ugyanezen év karácsonyán megszületett. A család Londonban él, de gyakran időznek Délnyugat-Angliában, a cornwalli Lizard-félszigeten fekvő birtokon is.

## Filmográfia

### Filmek
| Év   | Magyar cím                         | Eredeti cím                           | Szerep                     | Magyar hang                                             |
| ---- | ---------------------------------- | ------------------------------------- | -------------------------- | ------------------------------------------------------- |
| 1964 |                                    | East of Sudan                         | Asua                       |                                                         |
| 1966 |                                    | A Man Could Get Killed                | Linda Frazier              |                                                         |
| 1968 | A paradicsom kapui                 | Gates to Paradise                     | Maud                       |                                                         |
| 1968 | Sztár                              | Star!                                 | Pamela Roper               |                                                         |
| 1969 | Háromig számolok                   | I Start Counting                      | Wynne                      |                                                         |
| 1979 | Hárman a vasút mentén              | The Railway Children                  | Roberta "Bobbie" Waterbury |                                                         |
| 1971 | Vándorrege                         | Walkabout                             | lány                       | Simonyi Piroska                                         |
| 1976 | Logan futása                       | Logan's Run                           | Jessica 6                  | Zakariás Éva (1. szinkron) Balázs Ágnes (2. szinkron)   |
| 1976 | A sas leszállt                     | The Eagle Has Landed                  | Molly Prior                | Tóth Enikő (1. szinkron) Zsigmond Tamara (2. szinkron)  |
| 1977 | Equus                              | Equus                                 | Jill Mason                 | Pápai Erika                                             |
| 1977 | A vasálarcos                       | The Man in the Iron Mask              | Louise de la Vallière      | Kovács Nóra                                             |
| 1978 |                                    | China 9, Liberty 37                   | Catherine Sebanek          |                                                         |
| 1978 | Dominique                          | Dominique                             | Ann Ballard                | Nagy-Kálózy Eszter                                      |
| 1979 | A homokpart rejtélye               | The Riddle of the Sands               | Clara                      | Csellár Réka (1. szinkron) Bertalan Ágnes (2. szinkron) |
| 1979 |                                    | Mayflower: The Pilgrims' Adventure    | Priscilla Mullins          |                                                         |
| 1979 |                                    | Sweet William                         | Ann Walton                 |                                                         |
| 1981 |                                    | Amy                                   | Amy Medford                |                                                         |
| 1981 | A túlélő                           | The Survivor                          | Hobbs                      |                                                         |
| 1981 | Egy amerikai farkasember Londonban | An American Werewolf in London        | Alex Price                 | Ősi Ildikó                                              |
| 1984 | Titkos helyek                      | Secret Places                         | Miss Lowrie                | Kiss Mari                                               |
| 1989 | A felhőkarcoló réme                | Dark Tower                            | Carolyn Page               | Menszátor Magdolna                                      |
| 1990 |                                    | King of the Wind                      | Hannah Coke                |                                                         |
| 1990 | Gyerekjáték 2.                     | Child's Play 2                        | Joanne Simpson             | Menszátor Magdolna                                      |
| 1990 | Darkman                            | Darkman                               | Burn doktornő              | Szabó Éva                                               |
| 1992 | Freddie és Nessie kalandjai        | Freddie as F.R.O.7                    | Daffers (hang)             | Básti Juli                                              |
| 1995 | A hullámok rabjai                  | Blue Juice                            | Mary Fenton                | Császár Angela                                          |
| 2001 | Széfbe zárt igazság                | The Parole Officer                    | Sarah Bonderenko           |                                                         |
| 2002 |                                    | At Dawning                            | menekülő nő                |                                                         |
| 2004 |                                    | Number One Longing, Number Two Regret | Kenosha                    |                                                         |
| 2006 |                                    | Heroes and Villains                   | June                       |                                                         |
| 2007 | Irina Palm                         | Irina Palm                            | Jane                       | Menszátor Magdolna                                      |
| 2007 |                                    | The Magic Door                        | Fekete boszorkány          |                                                         |
| 2010 | A Dicső 39                         | Glorious 39                           | Maud Keyes                 | Császár Angela                                          |
| 2011 |                                    | Outside Bet                           | Shirley Baxter             |                                                         |
| 2011 |                                    | Golden Brown                          | Sarahe                     |                                                         |
| 2012 | Bosszúállók                        | The Avengers                          | Hawley tanácsosnő          | Szórádi Erika                                           |
| 2014 | Amerika Kapitány: A tél katonája   | Captain America: The Winter Soldier   | Hawley tanácsosnő          | Menszátor Magdolna                                      |
| 2015 | A sivatag királynője               | Queen of the Desert                   | Florence Bell              |                                                         |
| 2015 |                                    | Tin                                   | Marjorie Dawson            |                                                         |
| 2018 | A szavak ereje                     | Sometimes Always Never                | Margaret                   | Menszátor Magdolna                                      |
| 2022 |                                    | The Railway Children Return           | Roberta "Bobbie" Waterbury |                                                         |

### Televíziós szerepek
| Év        | Magyar cím              | Eredeti cím                        | Szerep                   | Megjegyzések                             |
| --------- | ----------------------- | ---------------------------------- | ------------------------ | ---------------------------------------- |
| 1965      |                         | The Newcomers                      | Kirsty Kerr              | 10 epizód                                |
| 1968      |                         | The Railway Children               | Roberta Faraday          | 7 epizód                                 |
| 1970      |                         | The Great Inimitable Mr. Dickens   | Mary Hogarth             | tévéfilm                                 |
| 1971      | A hófehér vadliba       | The Snow Goose                     | Fritha                   | tévéfilm magyar hangja Jani Ildikó       |
| 1972      |                         | The Wild Duck                      | Hedvig                   | 1 epizód                                 |
| 1972      |                         | A War of Children                  | Maureen Tomelty          | tévéfilm                                 |
| 1972      |                         | Shelley                            | Mary Shelley             | tévéfilm                                 |
| 1974      |                         | Thriller                           | Dominie Lanceford        | 1 epizód                                 |
| 1975      |                         | Shadows                            | Sue                      | 1 epizód                                 |
| 1977      |                         | The Six Million Dollar Man         | Dr. Leah Russell         | 2 epizód                                 |
| 1980      |                         | Beulah Land                        | Lizzie Corlay            | minisorozat                              |
| 1985      | Lóvátett lovagok        | Love's Labour's Lost               | Rosaline                 | tévéfilm magyar hangja Kubik Anna        |
| 1985      | Magnum                  | Magnum, P.I.                       | Krista Villeroch         | 1 epizód magyar hangja Dudás Eszter      |
| 1985      |                         | Silas Marner                       | Nancy Lammeter           | tévéfilm                                 |
| 1986      | Gyilkos sorok           | Murder, She Wrote                  | Margo Claymore           | 1 epizód                                 |
| 1986–1987 | Alkonyzóna              | The Twilight Zone                  | Morgan le Fay, Jacinda   | 2 epizód                                 |
| 1987      |                         | The Grand Knockout Tournament      | önmaga                   | különkiadás                              |
| 1990      |                         | Not a Penny More, Not a Penny Less | Jill Albery              | minisorozat                              |
| 1992      |                         | Dream On                           | Ellen                    | 1 epizód                                 |
| 1993      |                         | Red Dwarf                          | Mamet professzor         | 1 epizód                                 |
| 1995      |                         | Heartbeat                          | Susannah Temple-Richards | 1 epizód                                 |
| 1995      | Hozományvadászok        | The Buccaneers                     | Idina Hatton             | minisorozat magyar hangja Kocsis Mariann |
| 2000      |                         | The Railway Children               | anyuka                   | tévéfilm                                 |
| 2002      | MI-5 – Az elit alakulat | Spooks                             | Tessa Phillips           | 7 epizód magyar hangja Molnár Zsuzsa     |
| 2004      |                         | The Alan Clark Diaries             | Jane Clark               | 6 epizód                                 |
| 2004      |                         | The Inspector Lynley Mysteries     | Jemma Sanderson          | 1 epizód                                 |
| 2004      | Agatha Christie: Marple | Agatha Christie's Marple           | Agnes Crackenthorpe      | 1 epizód magyar hangja Molnár Zsuzsa     |
| 2005      |                         | New Tricks                         | Yvonne Barrie            | 1 epizód                                 |
| 2006      | Agatha Christie: Poirot | Agatha Christie's Poirot           | Adela Marchmont          | 1 epizód magyar hangja Győry Franciska   |
| 2007      |                         | Diamond Geezer                     | Vanessa                  | 1 epizód                                 |
| 2008      |                         | The Invisibles                     | Barbara Riley            | 6 epizód                                 |
| 2009      |                         | Monday Monday                      | Jenny Mountfield         | 7 epizód                                 |
| 2009      | Kisvárosi gyilkosságok  | Midsomer Murders                   | Isobel Chettham          | 1 epizód                                 |
| 2012–     | Hívják a bábát!         | Call the Midwife                   | Julienne nővér           | főszereplő magyar hangja Kocsis Judit    |

## További információ
- Hivatalos oldal
- Jenny Agutter a PORT.hu-n (magyarul)
- Jenny Agutter az Internetes Szinkronadatbázisban (magyarul)
- Jenny Agutter az Internet Movie Database-ben (angolul)
- Jenny Agutter a Rotten Tomatoeson (angolul)
- Jenny Agutter az AlloCiné weboldalán (franciául)
- Jenny Agutter Profile. Famousfix.com. (Hozzáférés: 2023. január 23.)